# Канаріо
Дарсі Сілвейра дос Сантос (порт. Darcy Silveira dos Santos), відоміший під коротшим прізвиськом Канаріо (порт. Canário, нар. 24 травня 1936, Ріо-де-Жанейро) — бразильський футболіст, що грав на позиції нападника. Найбільш відомий за виступами в іспанських клубах «Реал Мадрид» та «Реал Сарагоса», а також у національній збірній Бразилії. Дворазовий чемпіон Іспанії, триразовий володар Кубка Іспанії, володар Кубка чемпіонів УЄФА, Міжконтинентального кубка, та володар Кубка ярмарків.

## Клубна кар'єра
У професійному футболі Канаріо дебютував 1953 року виступами за команду «Оларія», в якій грав до 1955 року. Протягом 1955—1959 років футболіст грав у складі клубу «Америка» (Ріо-де-Жанейро).
У 1959 році Канаріо став гравцем іспанського клубу «Реал Мадрид», у якому грав до 1962 року. Хоча бразильський нападник не став постійним гравцем основи клубу, проте за цей час у складі мадридської двічі виборював титул чемпіона Іспанії, ставав володарем Кубка Іспанії, володарем Кубка чемпіонів УЄФА, володарем Міжконтинентального кубка.
У 1962—1963 роках бразилець грав у складі іншого іспанського клубу «Севілья». У 1963 році футболіст перейшов до іншого іспанського клубу клубом «Реал Сарагоса», у складі якого грав до 1968 року. У сарагоському клубі Канаріо став гравцем основного складу команди, та здобув у складі клубу ще один титул володаря Кубка Іспанії, а також володарем Кубка ярмарків. Завершив ігрову кар'єру Канаріо в команді «Мальорка», за яку виступав протягом 1968—1969 років.

## Виступи за збірну
У 1956 році Канаріо дебютував у складі національної збірної Бразилії, в якій грав лише в цьому році, зіграв у її складі 7 матчів, забивши 2 голи.

## Титули і досягнення
- Чемпіон Іспанії (2):

«Реал Мадрид»: 1960-61, 1961-62
- Володар Кубка Іспанії (3):

«Реал Мадрид»: 1961-62
«Реал Сарагоса»: 1963-64, 1965-66
- Володар Кубка чемпіонів УЄФА (1):

«Реал Мадрид»: 1959-60
- Володар Міжконтинентального кубка (1):

«Реал Мадрид»: 1960
- Володар Кубка ярмарків (1):

«Реал Сарагоса»: 1963-64